# Athayde Ribeiro Costa
Athayde Ribeiro Costa é um Procurador da República do Ministério Público Federal (MPF), que ganhou notoriedade por integrar a força-tarefa do MPF na Operação Lava Jato, em Curitiba.
Em julho de 2015, durante entrevista coletiva da 16ª fase da Lava Jato que prendeu o então presidente licenciado da Eletronuclear, Othon Luiz Pinheiro da Silva, acusado de receber R$4,5 milhões, o procurador disse que a corrupção no país está em metástase. Segundo Athayde Ribeiro da Costa, a corrupção no país pode ser comparada a um câncer. "Isso mostra que a corrupção no Brasil é endêmica e que está em metástase".
Em setembro de 2015, foi premiado pelo Global Investigations Review (GIR).
Em novembro de 2016, Athayde Ribeiro Costa diz que esquema revelado pelas investigações mostra os efeitos avassaladores da corrupção.
Em 27 de agosto de 2019 o Portal The Intercept Brasil divulgou trechos de diálogos realizados entre Procuradores da República da Operação Lava-Jato através do aplicativo Telegram, dentre eles o Procurador Athayde Costa. Quando da morte do irmão do ex-presidente Luiz Inácio Lula da Silva, quando discutiam a conveniência ou não do ex-presidente deixar a prisão para comparecer ao velório, o Procurador escreveu que "eu tb acho que tem que autorizar a saida" (sic) e, porteriormente, "ou, como disse um de nós, leva o morto la na pf" (sic). No mesmo dia, a Procuradora Jerusa Viecili, que também integrava a força-tarefa da Lava-Jato, confirmou em parte a autenticidade das mensagens trocadas entre os Procuradores.